# Eva Rueber-Staier
Eva Rueber-Staier, udana Eva Cowan, (20. veljače 1951., Bruck an der Mur) je austrijska glumica, TV voditeljica i model. Bila je Miss svijeta 1969. godine.

## Životopis
Eva Rueber-Staier rođena je 1951. godine u Štajerskoj, grad Bruck an der Mur. Kao mala, Eva je bila talentirana gimnastičarka, a kasnije k tome dolazi još nešto: djevojka, sada tinejdžerka, izuzetno je lijepa. Slijedi klasika, prijatelj fotograf Gaudi šalje Evine fotografije povodom izbora „Miss Austrije“ i ima uspjeha. Osvojila je titulu Miss Austrije 1968. godine i sudjelovala na natjecanju Miss Universe 1969., održanom 19. srpnja u Miami Beachu gdje je bila među 15 polufinalistica.
Tijekom natjecanja za Miss Universe 1969. Miss Austrije Eva Rueber-Staier uznemirila je dosta ljudi svojim odgovorom na jedno određeno pitanje na pisanom upitniku. Kada je upitana da imenuje najveću povijesnu ličnost na svijetu, odgovorila je "Mao Ce-tung". Iako ovo očigledno nije dobro sjelo svima, ona je i dalje napredovala u polufinale prije nego što je ispala. Miss Filipina Margarita Moran napravila je istu pogrešku nakon natjecanja za Miss Universe 1973., iako vjerojatno nije bila tako ekstremna. Pobijedila je na natjecanju i na konferenciji za novinare istaknula da je američki predsjednik Richarda Nixona "najveći čovjek na svijetu". To je bilo točno usred Watergatea. Odmah je primila pismo od predsjednika zahvalivši joj na: "promišljenom komentaru mojih nastojanja da donesem mir u svijetu". Predsjednik Nixon je rekao: "Ne mogu zamisliti bolju zabrinutost za Miss Universe od mira u našem svijetu i vi imate jedinstvenu priliku da probudite misli ljudi na mir."
Također je kasnije iste godine sudjelovala na drugom natjecanju za ljepotice, te osvojila naslov Miss svijeta 1969. godine. Natjecanju održanom 27. studenog u Londonu, po prvi put u poznatoj dvorani Royal Albert Hall. Okrunio ju je glumac Omar Sharif, a ne pobjednica Miss svijeta 1968., Penelope Plummer iz Australije. No već sljedeće godine Eva Rueber-Staier okrunila je Jennifer Hosten iz Grenade za Miss svijeta 1970., kao što je do tada bio običaj.
Kad je 20-godišnja Eva Rueber-Staler prihvatila naslov rekla je: "Prvo što želim je to, da je moj dečko ovdje." "To što sam Miss Svijeta neće mijenjati moje bračne planove", rekla je. Datum je "negdje sljedeće godine i nadamo se da ćemo imati dvoje ili troje djece." Eva Rueber-Staier, čije su mjere 90-60-90 cm, pobijedila je nad 49 drugih natjecateljica. Primila je 6.000 USD za nagradu i 27.000 USD za osobne nastupe.
Tijekom svog mandata, nastupala je na turneji USO Boba Hopea u Vijetnamu. Jedna od najupečatljivijih VIP misija bila je 1969. Bob Hope Christmas Show u Camp Eagleu, sjedištu 101. Airborne. Vojska je zračnim putem prebacila 9.000 vojnika u prednju bazu na predstavu. Seabees su izgradili sjedala za show koristeći stare rotore helikoptera. General je letio s Bobom Hopom u jednom helikopteru, a u drugom Hueyu bila je Miss svijeta 1969. Eva Rueber-Staier i tri člana The Golddiggersa. Pilot se prisjeća da su Golddiggersi bili “zdravi,” a Miss svijeta bila “vrlo zdrava.” “Bili su vrlo društveni, vrlo prijateljski raspoloženi. Nisu bili snobovi ni na koji način,” tako je on zamijetio. “Bili su vrlo atraktivni i imali su posla s G.I.sima koji nisu bili dugo sa ženama, pa su znali što mogu očekivati. Ali velika većina svih koje je susreo poštovalo je žene. Bili su uljudni, a ne vulgarni.” Sudjelovali su još Les Brown i njegov Band of Renown, Connie Stevens, Suzanne Charny, Teresa Graves iz Laugh-Ina. Bob je doveo čak i Neila Armstronga, astronauta koji je prije šest mjeseci bio prva osoba koja je kročila na površinu Mjeseca. Predstava je održana u Camp Eagleu u velikom otvorenom gledalištu pod nazivom Eagle Entertainment Bowl, gdje je više od 16.000 vojnika iz područja I. korpusa promatralo sat i pol show.
Eva Rueber-Staier postala je 'lice Svjetskog fonda za divljinu' tijekom 1970-ih godina. Tada pod prvobitnim nazivom (eng.) World Wildlife Fund (WWF), (hrv.) 'Svjetski fond za divljinu' osnovan 1961. godine, kasnije preimenovan u World Wide Fund for Nature, (hrv.) 'Svjetski fond za prirodu'. Tijekom turneje po Africi Eva Rueber-Staier posjetila je sirotište za životinje u Nairobiju. Podijelila je neke od svojih susreta s divljim životinjama u Africi s Derekom Jonesom na BBC Radio 4 1976. godine. Njezini odabrani odlomci iz BBC Sound Arhiva uključuju predenje geparda i roktanje nilskih konja.
Njezina glumačka karijera sadrži periodičnu ulogu u filmovima o Jamesu Bondu: glumila je tajnicu Rubljović generala Gogolja u filmovima Špijun koji me volio, Samo za tvoje oči i Octopussy.
S nepune 23 godine udala se za 17 godina starijeg producenta Ronalda ("Ronnie") Fouracrea (1933.), s kojim je krajem 1983. dobila sina Alexandra koji je kasnije postao kamerman. Vjenčali su se na 1973. Novu godinu u Caxton Hallu, zgradi poznatoj kao središnji matični ured u Londonu od 1933. do 1979. koje je bilo mjesto održavanja mnogih vjenčanja slavnih osoba. On je imao dvoje djece iz prethodnog braka. Bili su u braku od 1. siječnja 1973. do njegove smrti 2. srpnja 1983. godine. Ronald je bio poznat kao redatelj nekoliko epizoda The Benny Hill Showa (1975. – 1979.), a također je producirao dvije epizode (1975. i 1978.). Producirao je ili (i) režirao u još nekim britanskim sitcomima te showima kao što su: Looks Familiar, Coronation Street, What's on Next i The Rolf Harris Show.
Njemački tabloid Bild objavio je 22. siječnja 1986. godine na naslovnici gdje 35-godišnja Eva u oskudnom bikiniju leži na plaži: kako je lijepa udovica ponovno sretna jer nakon tri godine pošto je izgubila 50-godišnjeg muža zbog srčanog udara, ima novu ljubav 43-godišnjeg Briana Cowana, direktora londonske reklamne agencije. Čak da je ostavio suprugu i dvoje djece zbog nje.
Živi u Elizabetanskoj kući na Pinneru (zapadno predgrađe Londona) više od 30 godina, s drugim mužem izdavačem Brianom F. Cowanom (1941.) i sinom iz prvog braka Alexandrom Fouracreom do 2010., koji je kasnije preselio u Willesden Green. Brian je bio profesionalni umjetnik cijeli život, nakon umjetničke škole započeo je na TV-u i oglašavanju, te se iz užitka nakon 1996. godine prebacio na slikarstvo, dok je Eva našla poziv u umjetnosti nakon uspješne karijere na televiziji i filmu.
Također je nastupala u sanjivoj reklami 1971. godine redatelja Ridleya Scotta kao djevojka britanske firme Cadbury za njihove čokoladne prutiće Flake, snimanoj na skijalištu u austrijskim Alpama. Flake čokoladica je prvi put predstavljena nedugo nakon Prvog svjetskog rata 1920. godine, dok se reklame prvi put pojavljuju na ekranima 1959., a odigralo ih je niz seksi žena, uključujući Miss svijeta 1969, Evu Rueber-Staier. Uvijek su imale snažne seksualne prizvuke, jer oskudno odjevena Flake djevojka podliježe iskušenju i zavodljivo zagriza u prutić 'najmrvljivije, najpahuljastije' čokoladice. Oglasi često izazivaju kontroverze, sedamdesetih godina (1979.), jedan je povučen iz emitiranja, jer se smatrao previše nepristojnim.

## Umjetnička karijera
Eva je ostavila svoj glamurozni život showbusinessa iza sebe kako bi osnovala obitelj, te postala umjetnica specijalizirana za čeličnu skulpturu. Prije 20 godina završila je tečaj za početnike u Umjetničkom centru Harrow, a zatim studirala na Sveučilištu Hertfordshirea i od tada nije prestala stvarati umjetničke radove. Sada izrađuje skulpture od metala; neke su bile izložene tijekom "open studios 2008" Hertfordshire Visual Arts Foruma. Izjavila je: “Uistinu uživam u stvaranju umjetnosti, radim s čelikom i metalom već devet godina, no prije nekih 20 godina sam se počela baviti umjetnošću. U početku sam naučila slikati, ali to nije bilo za mene. Koristim mješavinu materijala, to je težak posao, ali stvarno uživam u tome. Nije to ono što možete vidjeti da većina žena radi. Odrasla sam na području u Austriji gdje je bilo mnogo čelika i metala, tako da mislim da od tuda dolazi moja strast za to.” Umjetnica je imala izložbe u West Houseu Memorijalnom parku u Pinneru i drugim mjestima diljem Londona.
Watford Observer objavio je intervju o njihovoj zajedničkoj izložbi 2012. godine u kojem njezin suprug izjavljuje: “Ona ne izgleda kao zavarivač,” smijući se kaže Brian, “ali radi ono što najviše voli.”
Eva i Brian Cowan izlagali su na 8. godišnjem Harrow Open Studios održanom 6. – 14. lipnja 2015. godine, koji organizira nezavisna i raznolika skupina više od 38 umjetnika čiji je glavni fokus, svake godine, pozvati javnost da posjeti njihove domove i ateljeje za izložbu njihovih djela. Također posjetitelji su mogli upoznati umjetnika, postavljati pitanja, kupiti djelo ili organizirati proviziju. Tema njezinih radova uključuje ljudske i životinjske skulpture, zidne ovješene strukture i apstraktne eksponate. Brian je bio umjetnički direktor prije nego što se usmjerio na crtanje i slikanje, osobito sportskih akcija, pejzaža i portreta.

## Filmografija
| Godina | Naslov                                      | Uloga        | Bilješke                   |
| ------ | ------------------------------------------- | ------------ | -------------------------- |
| 1969.  | Grimmova bajka o požudnim parovima          | Pepeljuga    |                            |
| 1974.  | Doktor na moru (The Senior Officer's Perks) | Anna-Marie   | (TV serija, jedna epizoda) |
| 1974.  | Carry on Dick                               | Rajska ptica |                            |
| 1975.  | Svemir 1999. (Voyager's Return )            | Jane         | (TV serija, jedna epizoda) |
| 1976.  | The Chiffy Kids (Magpie Lays an Egg)        | ringmaster   | (TV serija, jedna epizoda) |
| 1976.  | The Slipper and the Rose                    | Princeza #4  |                            |
| 1977.  | Špijun koji me volio                        | Rubljović    |                            |
| 1977.  | Odd Man Out (Shall We Dance?)               | Ingrid       | (TV serija, jedna epizoda) |
| 1981.  | Samo za tvoje oči                           | Rubljović    |                            |
| 1983.  | Octopussy                                   | Rubljović    | (završna filmska uloga)    |

## Trivija
Poznata tvornica čarapa iz Polzele u Sloveniji proizvela je prve hulahopke u Jugoslaviji 1969. godine za čiji je omot Eva Rueber-Staier bila model, tada već Miss Austrije 1968. Nekoliko mjeseci nakon što je fotografirana za Peggy, postala je Miss svijeta. Isto tako su ih cijelo vrijeme proizvodili i s ponosom označavali obljetnice na omotu (10, 20, 30, 40 i 45 godina) sve do gašenja tvornice zbog stečaja 20. srpnja 2018. Tako da je dugokosa plavuša Eva, dugi niz godina često bila "viđena" na području zemalja bivše države. Također Muzej suvremene povijesti Slovenije čuva svjedočanstvo Stanka Novaka, šefa odjela za pripremu u tvornici Polzela, da su "po narudžbi pleli hulahopke za Jovanku Broz koja je imala dio gaćica broj 4, a čarapu veličine 2".

## Vanjske poveznice
- Web stranica od Eve Cowan (u izradi)
- Eva Rueber-Staier u internetskoj bazi filmova IMDb-u (engl.)
- Stranica na Instagramu